# Montrezl Harrell
Montrezl Dashay Harrell (Tarboro, Carolina del Norte, 26 de enero de 1994) es un baloncestista estadounidense que se encuentra sin equipo. Con 2,01 metros de estatura, juega en la posición de ala-pívot.

## Trayectoria deportiva

### Universidad

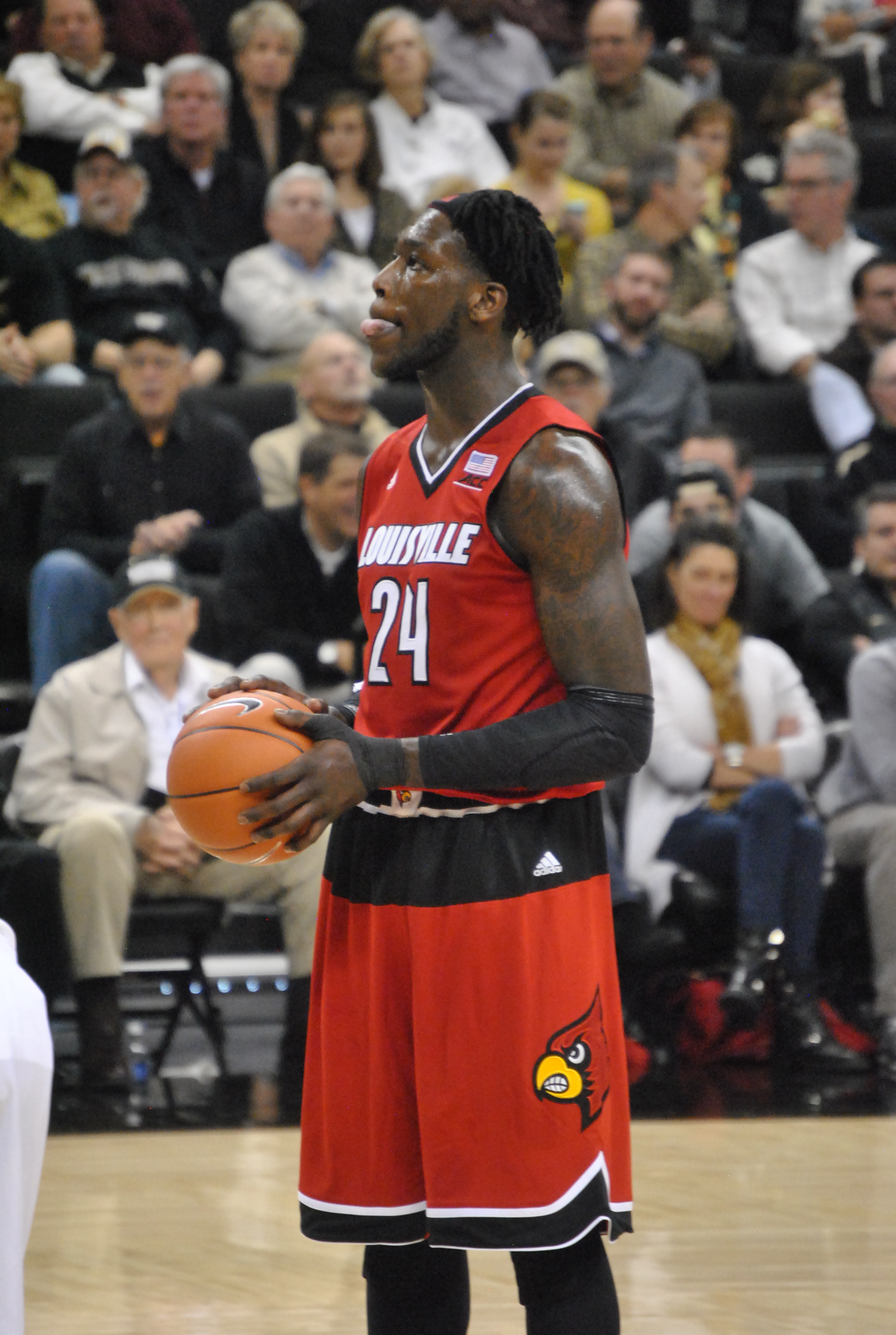
Harrell con Louisville en 2015.

Jugó tres temporadas con los Cardinals de la Universidad de Louisville, en las que promedió 11,6 puntos, 6,9 rebotes y 1,1 tapones por partido.
En su primera temporada acabaría proclamándose Campeón de la NCAA tras superar su equipo a la Universidad de Míchigan en la final, con 12 minutos disputados por Harrell, en los que anotó dos puntos. Al año siguiente sería incluido en el mejor quinteto de la American Athletic Conference, tras promediar 14,0 puntos y 8,4 rebotes por partido, apareciendo en el segundo mejor al año siguiente. Esa temporada le otorgaron el Premio Karl Malone al mejor ala-pívot de la División I de la NCAA.
El 30 de marzo de 2015, él y su compañero de equipo Terry Rozier se declararon elegibles para el draft de la NBA, renunciando a los dos años que le quedaban como universitario.

### Profesional
El 25 de junio de 2015, fue seleccionado en la trigésimo segunda posición del Draft de 2015 por los Houston Rockets.
Tras dos temporadas en Houston, el 28 de junio de 2017, Los Angeles Clippers adquieren a Harrell, Patrick Beverley, Sam Dekker, Darrun Hilliard, DeAndre Liggins, Lou Williams y Kyle Wiltjer a cambio de Chris Paul.
En su tercera temporada en Los Ángeles, es nombrado Mejor Sexto Hombre de la NBA además fue galardonado con el Premio Hustle.
Después de tres años en los Clippers, el 20 de noviembre de 2020, ficha con Los Angeles Lakers.
El 29 de julio de 2021, durante la noche del draft de la NBA, se hace oficial su traspaso a Washington Wizards junto a Kentavious Caldwell-Pope y Kyle Kuzma, a cambio de Russell Westbrook. El 11 de enero de 2022, en el descanso del encuentro ante Oklahoma City Thunder, Harrell y su compañero de equipo Kentavious Caldwell-Pope se vieron envueltos en un altercado físico de camino a los vestuarios, por el que tuvieron que ser separados. El 10 de febrero es traspasado a Charlotte Hornets a cambio de Ish Smith y Vernon Carey Jr..
Tras convertirse en agente libre, el 6 de septiembre de 2022, firma un contrato de dos años y $5,2 millones con Philadelphia 76ers.
En julio de 2023 renueva con los 76ers por una temporada. Tras sufrir una lesión durante la pretemporada en el ligamento cruzado anterior y el menisco, el 23 de octubre los Sixers lo despidieron, para poder tener un hueco libre en su plantilla.
Tras una temporada sin jugar, decide marcharse a Australia, y el 10 de septiembre de 2024 firma por los Adelaide 36ers de la National Basketball League.
El 13 de marzo de 2025 firmó contrato con los Xinjiang Flying Tigers de la Chinese Basketball Association, reemplazando a Rob Edwards.
En mayo de 2025 se une a los Gigantes de Carolina del BSN de Puerto Rico.

## Selección nacional
Fue parte del combinado juvenil estadounidense que disputó y ganó el Campeonato FIBA Américas Sub-18 de 2012.
Al año siguiente disputó y ganó el oro en el Mundial Sub-19 celebrado en la República Checa.

## Estadísticas de su carrera en la NBA

### Temporada regular
| Año     | Equipo        | PJ  | PT | MPP  | %TC  | %3P  | %TL  | RPP | APP | ROB | TPP | PPP  |
| ------- | ------------- | --- | -- | ---- | ---- | ---- | ---- | --- | --- | --- | --- | ---- |
| 2015-16 | Houston       | 39  | 1  | 9.7  | .644 | –    | .522 | 1.7 | .4  | .3  | .3  | 3.6  |
| 2016-17 | Houston       | 58  | 14 | 18.3 | .652 | .143 | .628 | 3.8 | 1.1 | .3  | .7  | 9.1  |
| 2017-18 | L.A. Clippers | 76  | 3  | 17.0 | .635 | .143 | .626 | 4.0 | 1.0 | .5  | .7  | 11.0 |
| 2018-19 | L.A. Clippers | 82  | 5  | 26.3 | .615 | .176 | .643 | 6.5 | 2.0 | .9  | 1.3 | 16.6 |
| 2019-20 | L.A. Clippers | 63  | 2  | 27.8 | .580 | .000 | .658 | 7.1 | 1.7 | .6  | 1.1 | 18.6 |
| 2020-21 | L.A. Lakers   | 69  | 1  | 22.9 | .622 | .000 | .707 | 6.2 | 1.1 | .7  | .7  | 13.5 |
| 2021-22 | Washington    | 46  | 3  | 24.3 | .645 | .267 | .727 | 6.7 | 2.1 | .4  | .7  | 14.1 |
| 2021-22 | Charlotte     | 25  | 0  | 21.0 | .645 | .000 | .692 | 4.9 | 2.0 | .4  | .5  | 11.4 |
| 2022-23 | Philadelphia  | 57  | 7  | 11.9 | .598 | .000 | .693 | 2.8 | .6  | .3  | .4  | 5.6  |
| Total   | Total         | 515 | 36 | 20.5 | .619 | .108 | .664 | 5.0 | 1.3 | .5  | .8  | 12.1 |

### Playoffs
| Año   | Equipo        | PJ | PT | MPP  | %TC  | %3P  | %TL  | RPP | APP | ROB | TPP | PPP  |
| ----- | ------------- | -- | -- | ---- | ---- | ---- | ---- | --- | --- | --- | --- | ---- |
| 2016  | Houston       | 2  | 0  | 6.0  | .333 | .000 | .500 | 1.0 | .0  | .0  | .0  | 1.5  |
| 2017  | Houston       | 5  | 0  | 4.2  | .333 | –    | .500 | 1.2 | .4  | .0  | .0  | 1.0  |
| 2019  | L.A. Clippers | 6  | 0  | 26.3 | .730 | .000 | .692 | 5.5 | 2.2 | .5  | .7  | 18.3 |
| 2020  | L.A. Clippers | 13 | 0  | 18.7 | .573 | .200 | .603 | 2.9 | .4  | .4  | .5  | 10.5 |
| 2021  | L.A. Lakers   | 4  | 0  | 9.8  | .571 | –    | .778 | 3.0 | .0  | .5  | .0  | 5.8  |
| 2023  | Philadelphia  | 2  | 0  | 3.5  | .000 | –    | –    | .5  | .0  | .0  | .0  | .0   |
| Total | Total         | 32 | 0  | 15.0 | .613 | .143 | .631 | 2.8 | .6  | .3  | .3  | 8.7  |

## Vida personal
Montrezl es hijo de Samuel y Selena Harrell, y tiene dos hermanos pequeños: Cadarius y Quatauis.
En agosto de 2020, se perdió los dos primeros partidos disputados en la "burbuja de Orlando", para poder visitar a su abuela antes de falleciera.
En mayo de 2022, fue denunciado por posesión de drogas en el estado de Kentucky, al llevar en su coche más de un kilo de marihuana, y por lo que fue condenado por un delito menor por posesión de marihuana y evitará pasar por prisión.